# Naturfreundehaus Kolm-Saigurn
Naturfreundehaus Kolm-Saigurn je horská chata v pohoří Vysoké Taury v části Goldberggruppe. Nachází se na konci dlouhého údolí Raurisertal. 
Chata nabízí ubytování v pokojích a společné turistické noclehárně. K dispozici je restaurace.

## Přístup
Chata je dostupná pro ubytované hosty autem po placené vysokohorské silnici Kolm-Saigurn Mautstrasse, pro ostatní návštěvníky kyvadlovým autobusem. V zimě je někdy silnice neprůjezdná. Turisté potom musejí přicházet od záchytného parkoviště pěšky, na lyžích, nebo si zavolají taxi z chaty. 

## Turistické možnosti
Hlavní turistické cíle z lokality Kolm-Saigurn jsou Sonnblick (3106 m n. m.), Schareck (3123 m n. m.), Hocharn (3254 m n. m.) a Kolmkarspitz (2529 m n. m.). Převýšení túr činí více než kilometr, doba výstupu je obvykle 5 až 7 hodin. Ledovce na trasách jsou jen malé a nepříliš nebezpečné. Celková náročnost túr připomíná spíš Západní Alpy, ačkoliv pohoří patří do Východních Alp.
V zimě se po stejných trasách pohybují lyžaři na skialpinistických lyžích. Navíc jsou oblíbené lyžařské přechody přes hlavní alpský hřeben z údolí Raurisertal do ledovcového údolí Mölltal s velkým lyžařským střediskem. 
V údolí Raurisertal v okolí chaty Kolm-Saigurn je možné se pohybovat i na sněžnicích. 
Horolezci využívají patnácti ledopádů v okolí chaty, které dohromady tvoří atraktivní oblast Eisarena Kolm-Saigurn. Lezecká obtížnost ledopádů se pohybuje od WI3 do WI5 a jejich délka nepřesahuje 60 metrů. Před chatou stojí celou zimu umělá ledová věž. 
V létě od července do září probíhá hlavní sezona pro pěší turisty, kteří se vydávají do hor. V nižších polohách, na loukách a v pásmu lesa se dá podnikat pěší túry po celý rok. Hlavní skialpinistická sezona trvá od února do dubna, na Hocharn se lyžuje od března do května. Ledopády bývají zamrzlé od prosince do dubna.

### Přechody k ostatním chatám
- Schutzhaus Neubau 1:30 h
- Niedersachsenhaus 2:30 h
- Duisburger Hütte 4:30 h
- Zittelhaus 4:30 h